# Lady Sings the Blues
Lady Sings the Blues ist eine US-amerikanische Filmbiografie aus dem Jahr 1972 von Sidney J. Furie. Diana Ross spielt die berühmte Jazzsängerin Billie Holiday (1915–1959). Auf deren gleichnamigen Erinnerungen (1956) basiert dieser Film.

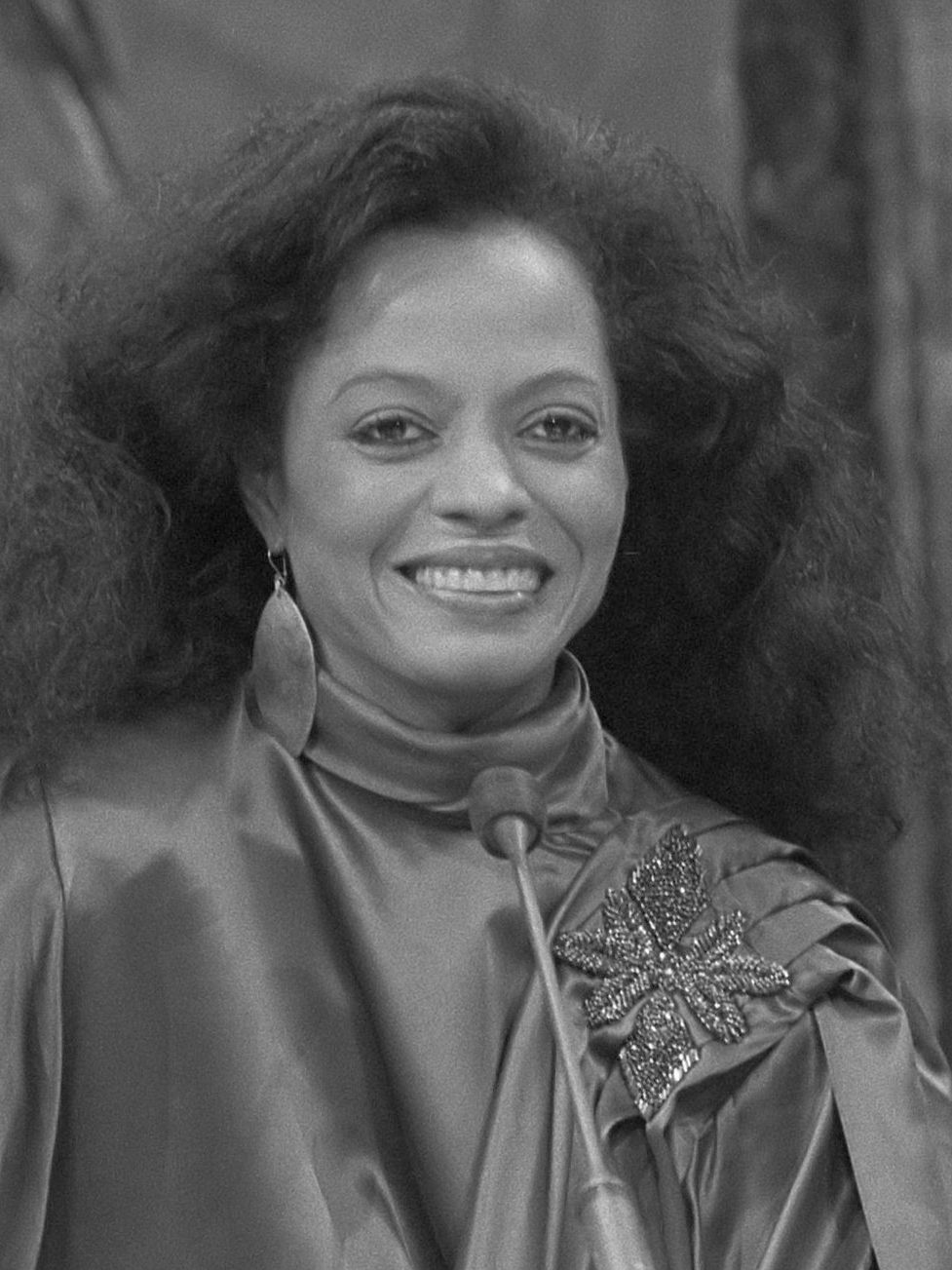
Diana Ross spielt …

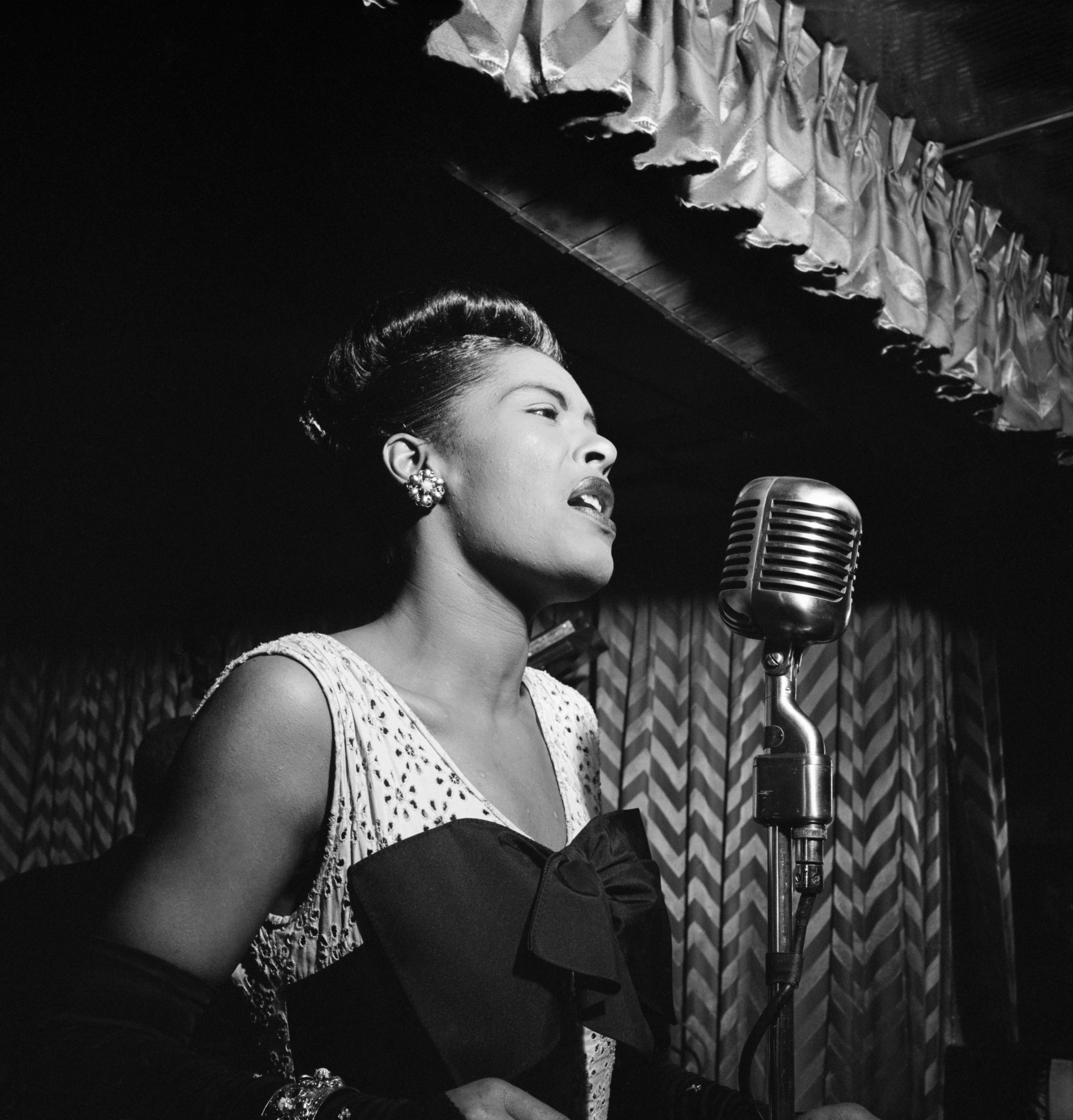
… Billie Holiday

## Handlung
Die Geschichte beginnt im Jahre 1936, als in New York die talentierte Jazzsängerin Billie Holiday wegen Drogenbesitzes verhaftet wird. Billie erinnert sich: 1928 arbeitete das junge Mädchen als Haushaltshilfe in einem Bordell in Baltimore. Als sie in das Heim ihrer Tante zurückkehrt, ist sie allein zu Haus und wird von einem Mann vergewaltigt, der ihr vom Bordell aus nach Hause gefolgt ist. Sie läuft zu ihrer Mutter, die sich mit einem Putzfrauen-Job in einem anderen Bordell im New Yorker Stadtteil Harlem eine Existenz aufzubauen versucht. Der Puff, in dem Billie schuftet, wird von einem arroganten, egoistischen Besitzer geführt, der der schwarzen Halbwüchsigen sehr wenig Geld zahlt. Billie mag nicht mehr Böden schrubben und wird kurzzeitig zur Prostituierten. Dies behagt ihr überhaupt nicht, und Billie begibt sich zu einem Nachtclub. Sie will vor dem dortigen Besitzer vorsingen um ein Showgirl zu werden. Der hier angestellte, ebenfalls schwarze „Piano Man“ begleitet Billie, als sie „All of Me“ singt. Clubbesitzer Jerry ist angetan von Billies Können und engagiert sie als Sängerin für seine Show.
Billies Karrierestart zeitigt keinen Erfolg bis ein gewisser Louis McKay daherkommt und ihr 50 Dollar in die Hand drückt. Billie beginnt den attraktiven Louis zu mögen und fängt eine Liaison mit ihm an. Schließlich wird sie von Harry und Reg Hanley entdeckt, die sie als Solistin für ihre Gastspielreise in den Süden der USA buchen wollen. Billie sieht darin auch eine Chance, eventuell für das Radio entdeckt zu werden. Während der Tournee wird Billie Zeugin eines Lynchmordes an einem Schwarzen. Diese Grenzerfahrung führt dazu, dass Holiday das Lied „Strange Fruit“ aufnimmt. Das schlimme Erlebnis während der Tour führt dazu, dass Billie anfängt, Drogen zu nehmen, die Harry ihr besorgt. Eines Abends, als Billie auftritt, kommt Louis vorbei, um Billie zu besuchen. Während eines Auftritts bricht sie auf der Bühne zusammen. In ihrer Garderobe bemerkt Louis diverse Einstiche im Körper, die von Spritzennadeln herrühren. Nun weiß er, dass Billie Drogen nimmt und macht ihr klar, dass er sie mit zu sich nach Hause nehmen will. Billie verspricht Louis, sich von den Drogen fernzuhalten, wenn er in Zukunft bei ihr bleibt.
In New York arrangieren Reg und Louis Billies Radiodebüt, aber der Sender lässt Billie nicht als Sängerin auftreten. Der Sponsor der Show, eine Seifenfirma, lehnt Holiday aufgrund ihrer schwarzen Hautfarbe ab. Billie und ihre Männer begeben sich ins Cafe Manhattan, um ihre Sorgen und ihren Frust im Alkohol zu ertränken. Im Suff bittet Billie Harry um Drogen. Sie sagt, sie wolle nicht, dass ihre Familie weiß wie wütend sie die Erfahrungen beim Rundfunk gemacht hätte. Harry weigert sich, Billies Wunsch nachzukommen, woraufhin ihm die labile Sängerin ihr volles Glas ins Gesicht schüttet. Billie will daraufhin das Café verlassen, aber Louis hat ein Arrangement getroffen, dass sie hier im Cafe live auftreten kann. Wenig daran interessiert, singt sie lediglich ein Lied und will danach wieder gehen. Auch auf Zurufe nach einem Dacapo lässt sie sich nicht ein. Fluchtartig verlässt sie die Lokalität, dringend auf der Suche nach einem neuen Schuss. Louis, der ahnt, dass Billie das ihm gegenüber abgegebene Versprechen, clean zu bleiben, gebrochen hat, zieht jetzt andere Saiten auf. Er bringt Billie zu sich nach Hause, verweigert ihr aber den Zugang zum Bad und ihrem Drogenequipment. Stark auf Entzug, bedroht Billie daraufhin ihren Liebhaber mit einer Rasierklinge. Louis sieht die Chancenlosigkeit ein, Billie auf diese Weise von den Drogen los zu bekommen und verlässt seine Wohnung. Wenn er zurückkomme, sagt er zu Billie, wolle er sie hier nicht mehr antreffen.
Billie kehrt in den Nachtclub in Harlem zurück, wo sie immer mehr Drogen konsumiert. Eines Tages erfährt sie, dass ihre Mutter gestorben sei. Billie steht derart unter Schock, dass sie beschließt, nun endlich ihr Leben zu ändern. Und so liefert sie sich selbst in eine Entzugsklinik ein. Da sie sich ihre Behandlung nicht leisten kann, ruft das Krankenhaus heimlich Louis an, der sofort kommt und sich bereit erklärt, heimlich ihre Rechnungen zu bezahlen. Beeindruckt von der Initiative, die sie ergriffen hat, um sich wieder auf die Beine zu bringen, bittet Louis im Krankenhaus Billie um ihre Hand. Als sich die Dinge gerade zu bessern zu scheinen, wird Billie Holiday von der Polizei wegen Besitzes von Betäubungsmitteln verhaftet. Im Gefängnis leidet Billie schrecklich unter dem kalten Entzug, sodass Louis den Krankenhausarzt herbeischafft, um Billie zu behandeln. Um Billies Psyche weiter zu stärken, streift Louis einen Ring auf Billies Finger, der sie daran erinnern solle, dass beide nach dem Gefängnisaufenthalt heiraten werden. Billies Gefängnisstrafe ist abgesessen, und kaum ist sie wieder in Freiheit, überrascht sie all ihre Freunde und Mitstreiter, dass sie fortan nicht mehr als Sängerin auftreten wolle. Billie Holiday und Louis McKay heiraten, doch bald vermisst die Ausnahmesängerin die Bühne derart, dass sie dorthin zurückkehrt, mit Louis als ihrem Manager.
Ihr Vorstrafe verhindert, dass Billie von der Stadt New York eine Auftrittsgenehmigung bekommt, um in der dortigen Nachtclubszene zu singen. Die Künstlerin will aber um jeden Preis wieder auftreten, und so entscheidet sich Billie, erst einmal auf eine umfangreiche Tournee kreuz und quer durch die Vereinigten Staaten zu reisen. Ihre Nachtclub-Sessions werden ein voller Erfolg und machen die schwarze Künstlerin endlich amerikaweit bekannt. Derweil kehrt Louis kurzfristig nach New York zurück, um endlich auch hier Billies Karrieredurchbruch zu organisieren und ihr einen Auftritt in der Carnegie Hall zu verschaffen. Doch die Abwesenheit von Louis, den Billie für ihr Wohlbefinden stets um sich herum braucht, und die offensichtlich nicht enden wollenden Tourauftritte, die Billie zu schlauchen beginnen, lassen sie rasch verzweifeln, und so beginnt die Sängerin, wieder in die alten Verhaltensmuster zu verfallen. Sie bitten ihren Begleiter am Klavier, den Piano Man, denjenigen Ring zu verpfänden, den Louis ihr einst gab. Der Klavierspieler mit guten Verbindungen zu Dealern solle vom erhaltenen Geld Drogen kaufen. Piano Man kommt mit Drogen zurück, und er und Billie sind rasch high. Die Sängerin weiß nicht, dass der Piano Man die Dealer betrogen hat, denn die stehen plötzlich ante portas und töten den Tastenvirtuosen.
Louis kann derweil im fernen New York den Vertrag mit der Carnegie Hall perfekt machen und reist zu Billie zurück. Die ist wegen der traumatischen Ereignisse rund um die Ermordung des Piano Man am Boden zerstört und vollkommen zugedröhnt. Louis bringt sie zurück nach New York. Hier singt Billie in der ausverkauften Haus Carnegie Hall, und die Kritiken überschlagen sich geradezu. Doch die Behörden wie auch sie selbst stehen einem Neuanfang im Weg. Weder erhält sie von New York ihre Auftrittsgenehmigung zurück noch kann sie den Drogen entsagen. Billie Holiday stirbt 1959 im Alter von nur 44 Jahren.

## Produktionsnotizen
Die Dreharbeiten zu Lady Sings the Blues begannen am 6. Dezember 1971 und wurden Ende Januar 1972 abgeschlossen. Die New Yorker Premiere fand am 18. Oktober 1972 statt. In Deutschland lief der Film am 1. November 1973 an.
Motown-Chef Berry Gordy übernahm die Herstellungsleitung. Die Bauten schuf Carl Anderson, Reg Allein übernahm die Ausstattung. Norma Koch entwarf die Kostüme. Gil Askey hatte die musikalische Leitung.
Der Film kostete rund 14 Millionen Dollar und spielte knapp 20 Millionen Dollar ein.

## Preise und Nominierungen
Lady Sings the Blues war in fünf Kategorien für den Oscar nominiert und zwar für
- die beste Schauspielerin (Diana Ross)
- die besten Filmbauten (Carl Anderson und Reg Allen)
- die besten Kostüme (Ray Aghayan, Norma Koch, Bob Mackie)
- die beste Musik (Gil Askey und Michel Legrand)
- sowie für das beste Drehbuch (Suzanne de Passe, Chris Clark, Terence McCloy)

## Kritiken
Der Film fand weltweit große Beachtung. Während die Persönlichkeit, die Präsenz sowie die Darstellungskraft und Sangeskunst von Diana Ross gelobt wurde, ließen die meisten Rezensenten kaum ein gutes Haar an der Regie und dem kitschigen Gesamteindruck des Films. Nachfolgend eine Reihe von Beispielen:
Vincent Canby schrieb in The New York Times: Diana Ross sei „eine Schauspielerin von außergewöhnlicher Schönheit und Witz, die sehr stark damit beschäftigt ist, einen schlechten Film funktionieren zu lassen”, und resümierte: “Ihre offensichtlichen Handicaps sind jene, die ihr das Drehbuch und die Regie auferlegen, die nur darauf aus zu sein scheint, aus einer wahrhaftigen Legende ein mordsmäßiges Klischee zu machen.“
In Variety war zu lesen, dass „für den Großteil des breiten Publikums der Film als sehr gutes Leinwanddebüt für Diana Ross seinen Dienst tut, stark unterstützt durch eine ausgezeichnete Besetzung, hübsche 30er-Jahre-Ausstattung und ein Drehbuch, das dialogtechnisch viel besser ist als hinsichtlich des Aufbaus.“
Roger Ebert konstatierte, dass Diana Ross hier „eine der großen Auftritte des Jahres 1972“ geben würde und der Film „die meisten Klischees aufzeige, die wir erwartet haben — aber stören uns wirklich Klischees in einem Film wie diesen?“
Gene Siskel von der Chicago Tribune befand „Die Tatsache, dass 'Lady Sings the Blues’ als Biografie der legendären Jazzsängerin Billie Holiday floppt, bedeutet nicht, dass der Film nicht unterhaltsam sein“ könne.
Charles Champlin von der Los Angeles Times fand, Diana Ross gebe „eine der wahrhaft schönen Filmauftritte, voller Kraft und Pathos und enorm engagiert und sympathisch.“
Die Grande Dame der Filmkritik, Pauline Kael, äußerte sich in The New Yorker: „Als der Film vorbei war, schrieb ich auf meinen Zettel “Ich liebe ihn” … De facto ist das geschwindelt, aber emotional bringt er es. Er hat, was einen Film für das breite Publikum funktionieren lässt: leichtes Vergnügen …“
Wolf Donner zeigte sich in der Zeit von dem Film sehr zwiegespalten. Er schrieb: “„Lady Sings the Blues“ ist ein höchst ärgerlicher und ein ganz wunderbarer Film. Zuerst das Sündenregister: Billies trübe Kindheit und die Jugend im Bordell werden verharmlost und verniedlicht; ihre diversen Ehemänner und Geliebten, die sie meist brutal ausbeuteten, werden auf einen einzigen, edlen, treuen, selbstlosen Mustermann reduziert (…) Der Film zeigt höchstens Fakten, nie Ursachen; er ist mit großen Themen überfrachtet (Rassendiskriminierung, Drogensucht, Jazz-Kultur, Showbusiness, einer Karriere, einer Biographie) und bleibt in allem an der Oberfläche. (…) Hinzu kommen Fehler und das Unvermögen der Regie, die jedes Detail plakativ, dick und im Breitwandformat auswalzt. (…) Ohne Diana Ross wäre der Film eine schlimme Pleite. Wenn sie das schüchterne, staksige Mädchen spielt … dann vergißt man allen Ärger. Diana Ross am Mikrophon hat eine Präsenz und Unmittelbarkeit, ein erotisches und emotionales Fluidum, das von einer seltenen Faszination ist. ”
Der Movie & Video Guide dekretierte: „Wertlos als Biografie aber okay als Seifenoper; mit exzellenter Unterstützung durch Richard Pryor als „Piano Man“.“
Halliwell’s Film Guide charakterisierte den Film wie folgt: „Altmodische Showbusiness-Biografie mit neumodischen Drogen, Sex und Elend“.
Das Lexikon des Internationalen Films kritisierte hart: „Eine verlogene, für den Kommerz aufbereitete Verzeichnung. Einzig durch die Darstellung und den Gesang von Diana Ross sehens- und hörenswert.“